# Зарапин, Анатолий Петрович
Анатолий Петрович Зарапин (13 июня 1947, Караганда) — советский футболист, выступавший на позиции вратаря, российский футбольный тренер. Чемпион СССР 1976 года (осень). Мастер спорта СССР.

## Биография
Воспитанник карагандинского футбола. С 1965 года был в заявке основного состава карагандинского «Шахтёра», в 1967 году сыграл первый матч за команду во второй советской лиге. Всего сыграл за команду более 100 матчей.
В 1972 году перешёл в московский «Локомотив», но не смог стать игроком основы, будучи третьим вратарём после Золтана Милеса и Игоря Фролова. Единственный матч за железнодорожников сыграл в Кубке СССР 16 марта 1973 года против «Днепра».
С 1974 года выступал за московское «Торпедо». Дебютный матч за команду сыграл в Кубке СССР 14 марта 1974 года против запорожского «Металлурга», а в чемпионате СССР — 12 апреля 1974 года против «Арарата». Не пропускал голов в своих первых пяти матчах в составе автозаводцев (3 в Кубке и 2 в чемпионате). Начав сезон-1974 как основной вратарь, с июня уступил место в воротах Анатолию Елизарову и был его дублёром в течение следующих двух лет. В осеннем сезоне 1976 года снова стал основным вратарём и завоевал вместе с командой чемпионский титул. В 1977 году стал бронзовым призёром чемпионата и финалистом Кубка страны. С 1979 года уступил место в воротах «Торпедо» Вячеславу Чанову. Всего сыграл за команду 89 матчей в чемпионатах СССР, 19 матчей в Кубке страны и 6 матчей в еврокубках.
В конце карьеры сыграл пять матчей в высшей лиге за харьковский «Металлист». В матче с московским «Динамо» получил травму руки, столкнувшись с Валерием Газзаевым, и был вынужден завершить карьеру.
После окончания игровой карьеры работал тренером ДЮСШ московского «Торпедо», тренером вратарей в «Торпедо-ЗИЛ», «Химках», московском и владимирском «Торпедо».

## Личная жизнь
Сын Анатолий (род. 1975) также был футболистом, играл на позиции вратаря за дубль «Торпедо» и клубы низших дивизионов, впоследствии работал тренером вратарей в различных клубах России («Балтика», «Торпедо» (Москва), «Велес», «Уфа», «Текстильщик»).

## Достижения
- Финалист Кубка РСФСР: 1980